# The End of the Game
The End of the Game é um filme-documentário em curta-metragem estadunidense de 1975 dirigido e escrito por Robin Lehman. 
Venceu o Oscar de melhor documentário de curta-metragem na edição de 1976.